# Мунчелу (Вранча)
Мунчелу (рум. Muncelu) — село у повіті Вранча в Румунії. Входить до складу комуни Стреоане.
Село розташоване на відстані 183 км на північний схід від Бухареста, 30 км на північний захід від Фокшан, 140 км на південь від Ясс, 96 км на північний захід від Галаца, 115 км на схід від Брашова.

## Населення
За даними перепису населення 2002 року у селі проживали 1015 осіб, з них 1014 осіб (99,9%) румунів. Рідною мовою 1014 осіб (99,9%) назвали румунську.